# نملة أرنولدية
نملة أرنولدية أو نملة أحادية الأجزاء أرنولدية (الاسم العلمي:Monomorium arnoldi) هي نوع من الحشرات تتبع جنس النملة الأحادية الأجزاء من فصيلة النمليات.